# دورکان بالا
دورکان بالا، روستایی از توابع بخش مرکزی شهرستان منوجان در استان کرمان ایران است. فاصله ی دورکان بالا تا دهستان گشمیران 12 کیلومتر میباشد.

## جمعیت
این روستا در دهستان کشمیران قرار دارد و براساس سرشماری مرکز آمار ایران در سال ۱۳۸۵، جمعیت آن ۴۱ نفر (۱۰خانوار) بوده‌است.